# Liverpool and Manchester Railway

Uma pintura da viagem inaugural da Liverpool and Manchester Railway, por A.B. Clayton

A Liverpool and Manchester Railway (L&MR) foi a primeira ferrovia intermunicipal do mundo. Foi inaugurado em 15 de setembro de 1830 entre as cidades de Lancashire, Liverpool e Manchester, na Inglaterra. Foi também a primeira ferrovia a depender exclusivamente de locomotivas movidas a vapor, sem tráfego de tração animal permitido em nenhum momento; o primeiro a ser inteiramente duplo em toda a sua extensão; o primeiro a ter um verdadeiro sistema de sinalização; o primeiro a ser totalmente programado; e o primeiro a transportar correspondência.
Os trens eram transportados por locomotivas a vapor da empresa entre as duas cidades, embora vagões e carruagens particulares fossem permitidos. O transporte por cabo de trens de carga descia o túnel Wapping de 2,03 km (1,26 milhas) íngreme para as docas de Liverpool a partir do entroncamento de Edge Hill. A ferrovia foi construída principalmente para fornecer transporte mais rápido de matérias-primas, produtos acabados e passageiros entre o porto de Liverpool e as fábricas de algodão e fábricas de Manchester e cidades vizinhas.
Projetada e construída por George Stephenson, a linha teve sucesso financeiro e influenciou o desenvolvimento das ferrovias na Grã-Bretanha na década de 1830. Em 1845, a ferrovia foi absorvida por seu principal parceiro comercial, a Grand Junction Railway (GJR), que por sua vez se fundiu no ano seguinte com a London and Birmingham Railway e a Manchester and Birmingham Railway para formar a London and North Western Railway.